# Mura di Mantova

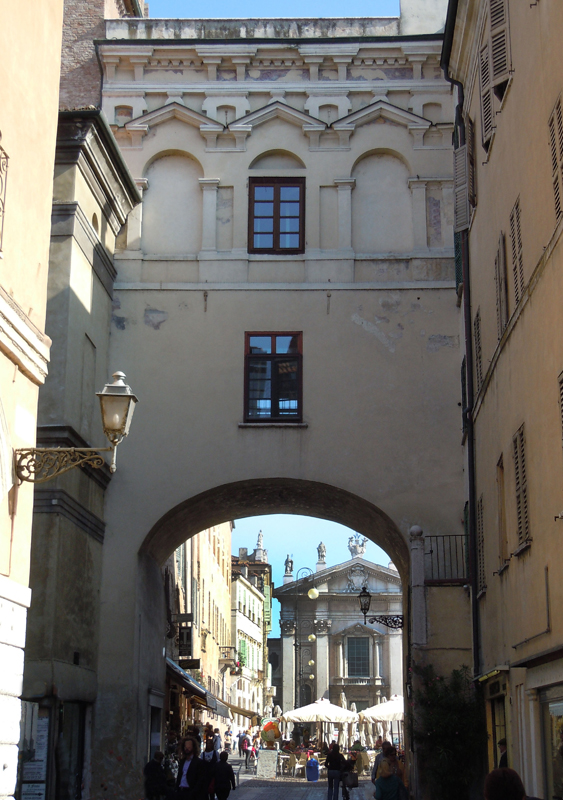
Voltone di San Pietro

Le mura di Mantova hanno costituito il sistema difensivo della città di Mantova, nell'odierna Lombardia.

## Storia

### La prima cerchia
La prima cerchia di mura venne costruita a protezione del più antico nucleo della città vecchia (civitas vetus, 800-1115 circa) e si estendeva dall'attuale via Montanari, via Sant'Agnese, via Cavour sino a via Tazzoli e largo Vigili del Fuoco. La parte nord-est della città era protetta naturalmente dal lago di Mezzo e dal lago Inferiore.
Quattro porte controllavano gli accessi e immettevano nella città vecchia:
- Porta di San Pietro, a sud, attraverso il Voltone di San Pietro immetteva in piazza Sordello
- Porta di San Damiano (o della Trinità), a est, sulla direttrice di piazza Arche
- Porta di Guglielmo, a nord-est, in prossimità del lago
- Porta del Vescovado, a ovest, posta sulla direttrice di via Cairoli.

Le mura erano protette da un fossato ("fossato dei bovi"), interrato nel Cinquecento, che occupava la zona di via Accademie e si immetteva nel lago Inferiore. Vennero in seguito parzialmente distrutte e inglobate nella costruzione delle abitazioni.

### La seconda cerchia
Con l'espansione della città, agli inizi del Duecento, la città venne abitata e fortificata da una seconda cinta di mura sino al Rio, il canale voluto dall'ingegnere Alberto Pitentino, che collegava il lago Superiore ed Inferiore regolando le piene del Mincio.
Furono aperte quattro nuove porte:
- Porta del Leone, sulla direttrice dell'odierno corso Umberto I
- Porta dei Monticelli, sulla direttrice dell'odierna via Roma
- Porta dell'Ospedale, sulla direttrice dell'odierna via Pomponazzo
- Porta Nuova, sulla direttrice dell'odierna via Fratelli Bandiera.

### La terza cerchia
Una terza cinta muraria, a seguito dell'espansione della città verso sud, venne creata agli inizi del Quattrocento da Francesco I Gonzaga, quarto capitano del Popolo di Mantova, sulla direttrice delle odierne via Piave, viale della Repubblica, via Allende. L'apparato difensivo rimase pressoché immutato sino agli inizi del Cinquecento, quando Francesco II Gonzaga, quarto marchese di Mantova, decise una profonda ristrutturazione, proseguita dal figlio Federico II. La sovrintendenza dei lavori venne affidata all'ingegnere militare di corte Alessio Beccaguto, che prevedeva anche la costruzione di nuovi bastioni.
La città venne dotata di ulteriori porte di accesso:
- Porta Giulia
- Porta di San Giorgio
- Porta Pusterla
- Porta Pradella

Alla caduta dei Gonzaga (1708), Mantova passò sotto la dominazione degli austriaci, che la trasformarono in uno dei baluardi più importanti dell'Italia settentrionale. Furono eretti nuovi bastioni, terrapieni e baluardi di difesa.
Tra il 1815 e il 1866 Mantova appartenne, assieme a Verona, Peschiera e Legnago, al sistema difensivo austriaco denominato Fortezze del Quadrilatero. Con l'annessione al Regno d'Italia la città perse progressivamente il suo ruolo strategico e il sistema difensivo venne progressivamente smantellato.

## Galleria d'immagini

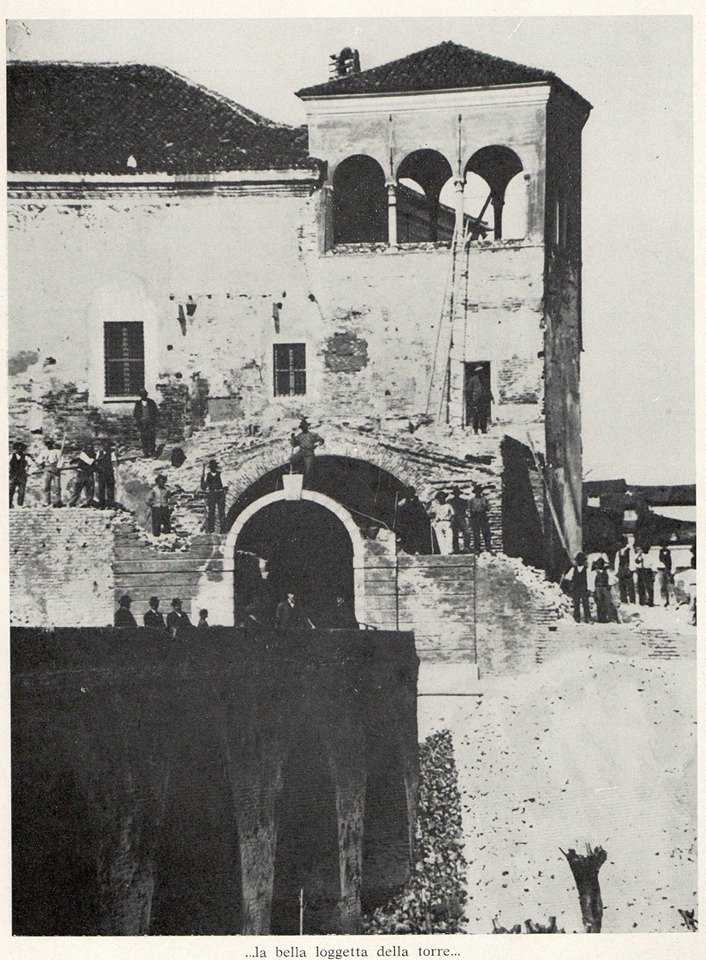
Demolizione di Porta Pusterla
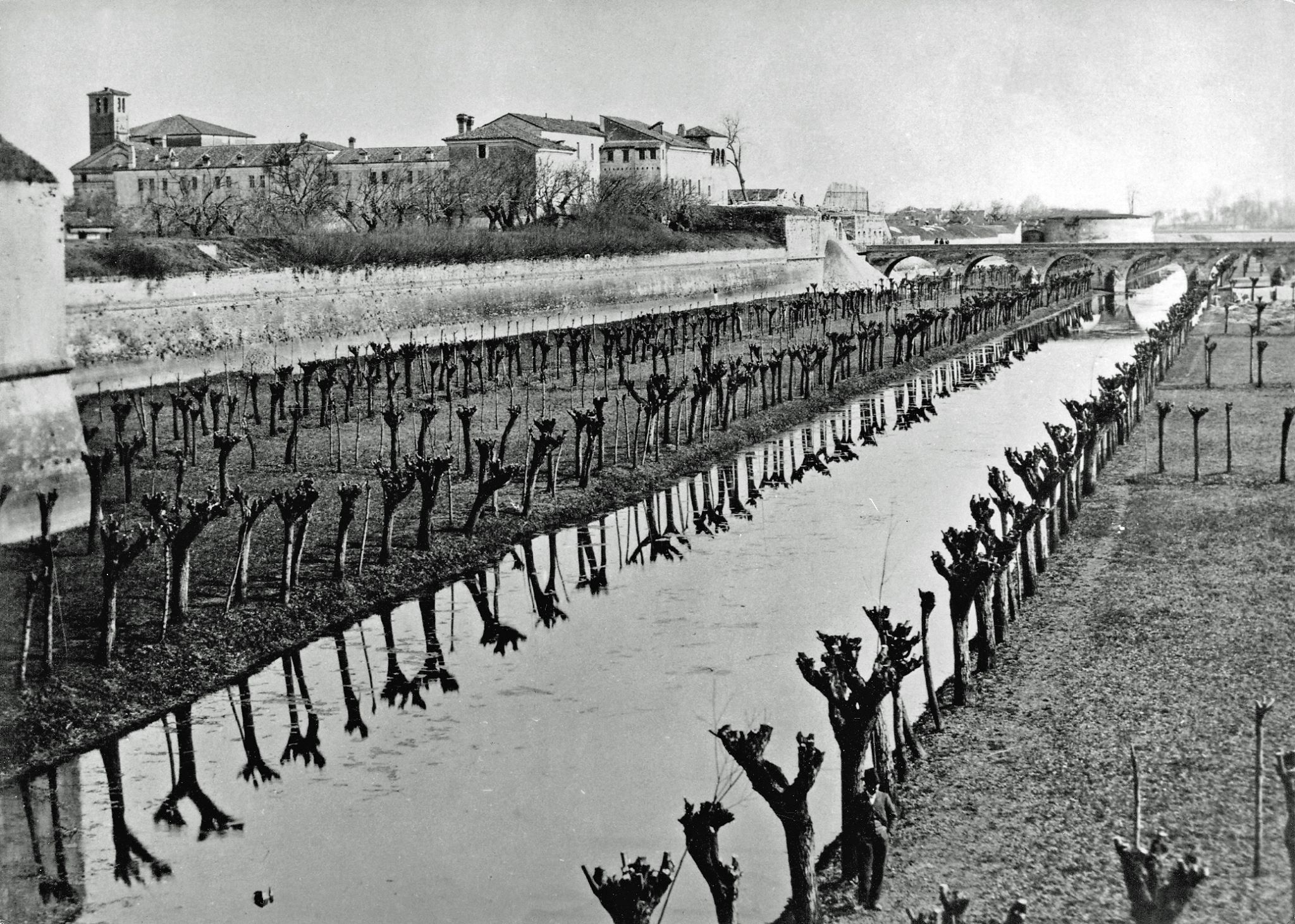
Fossa Magistrale
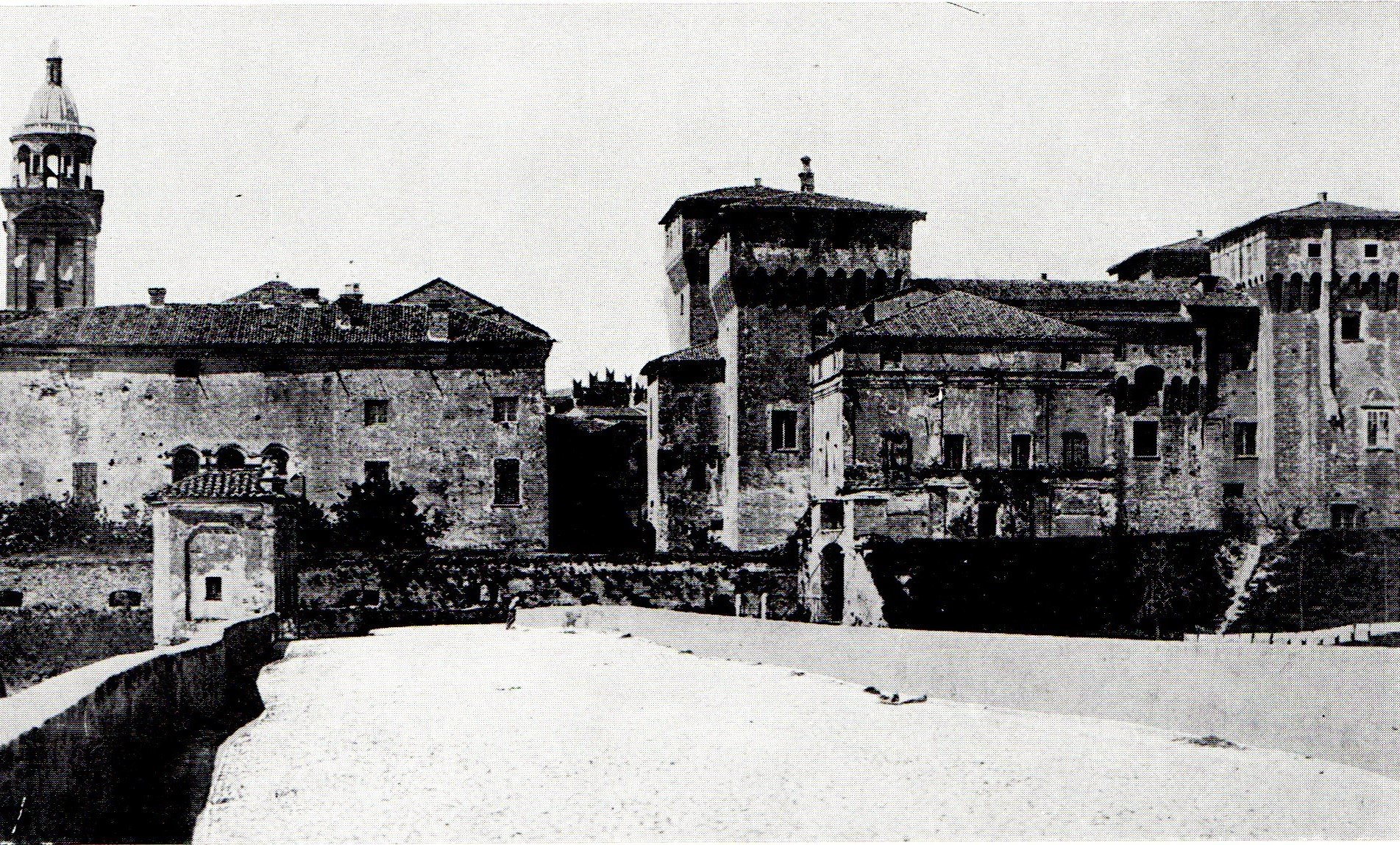
Castello di San Giorgio nel 1898
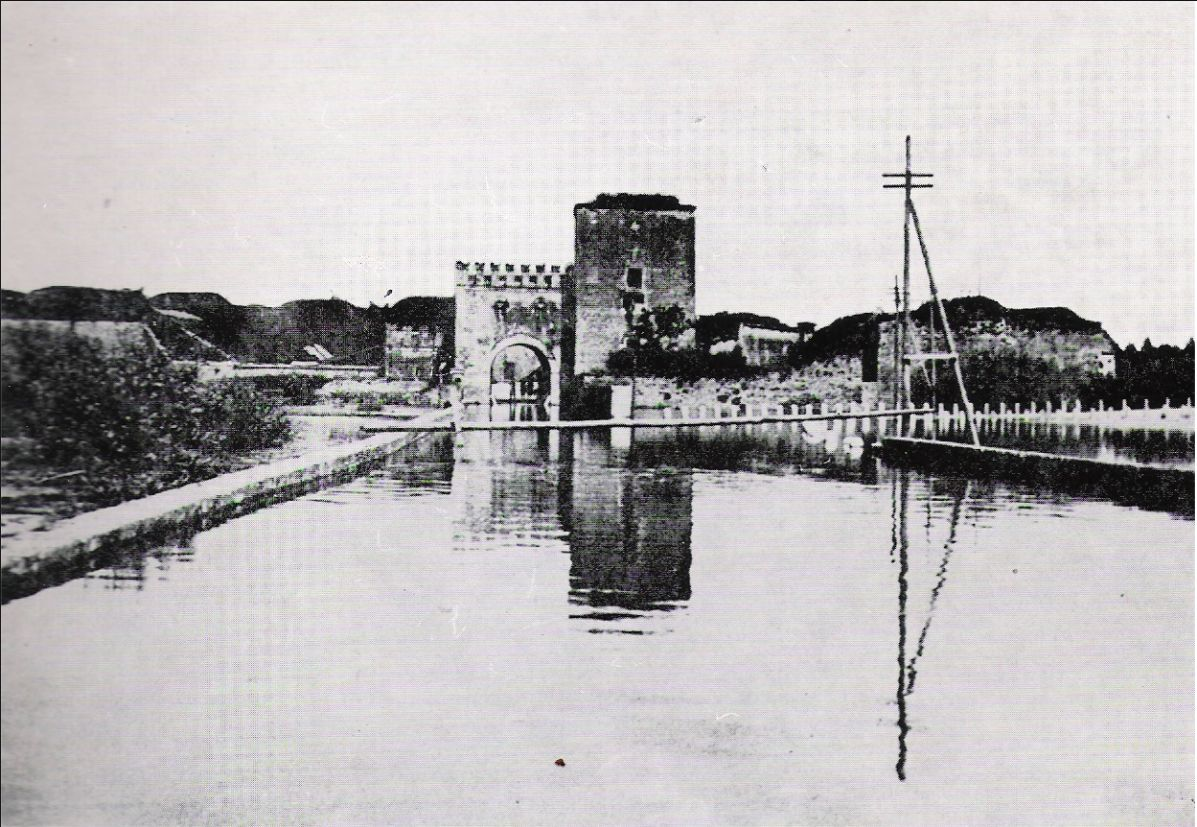
Porta di San Giorgio nel 1868
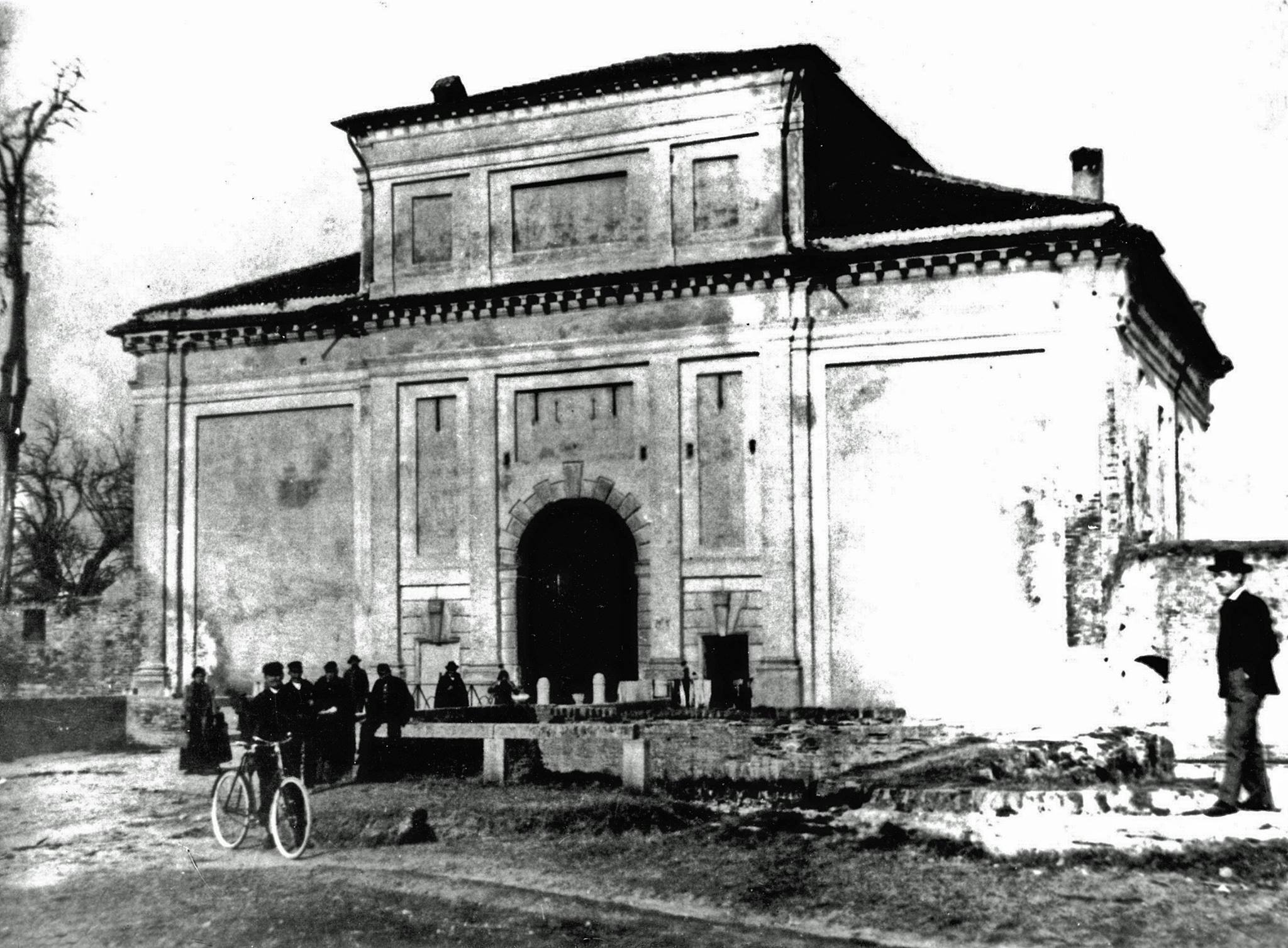
Porta Cerese
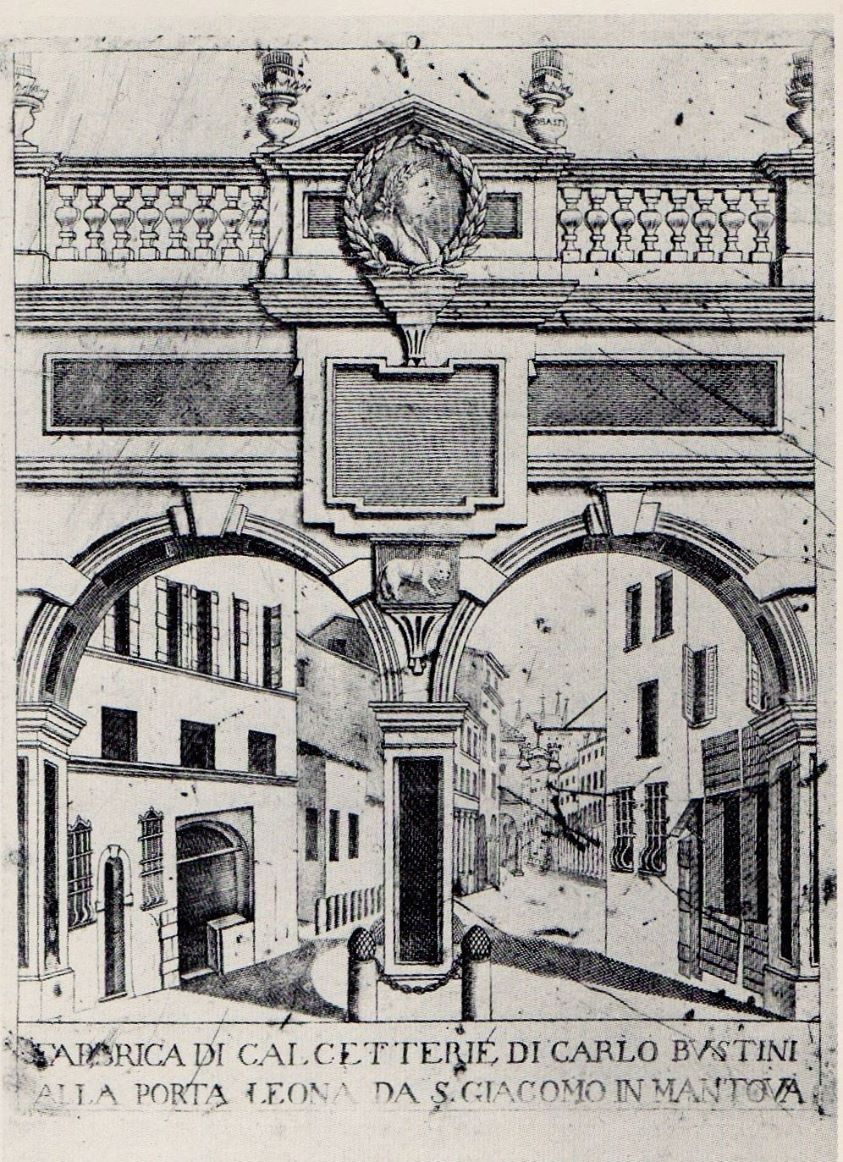
Porta Leona
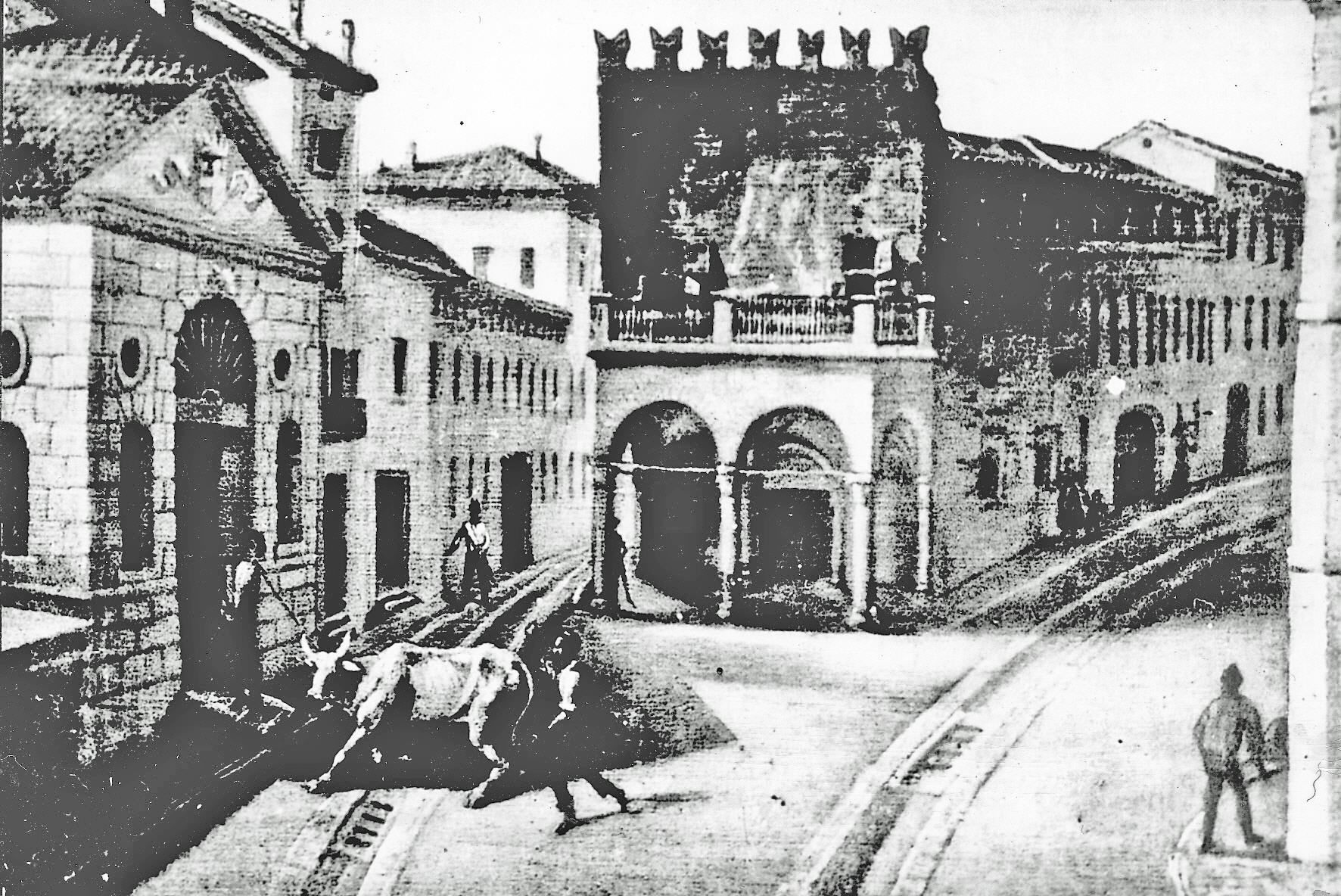
Casa dei Cattabeni davanti a Piazza Garibaldi abbattuta nel 1861
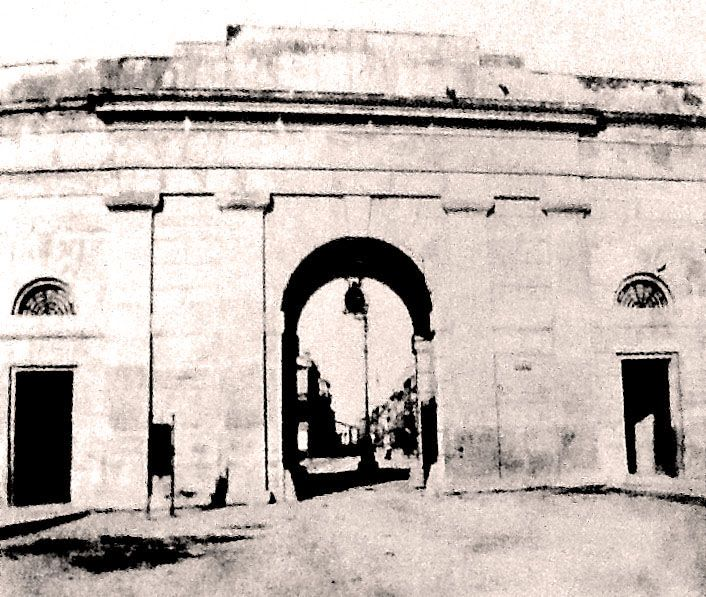
Porta Pradella
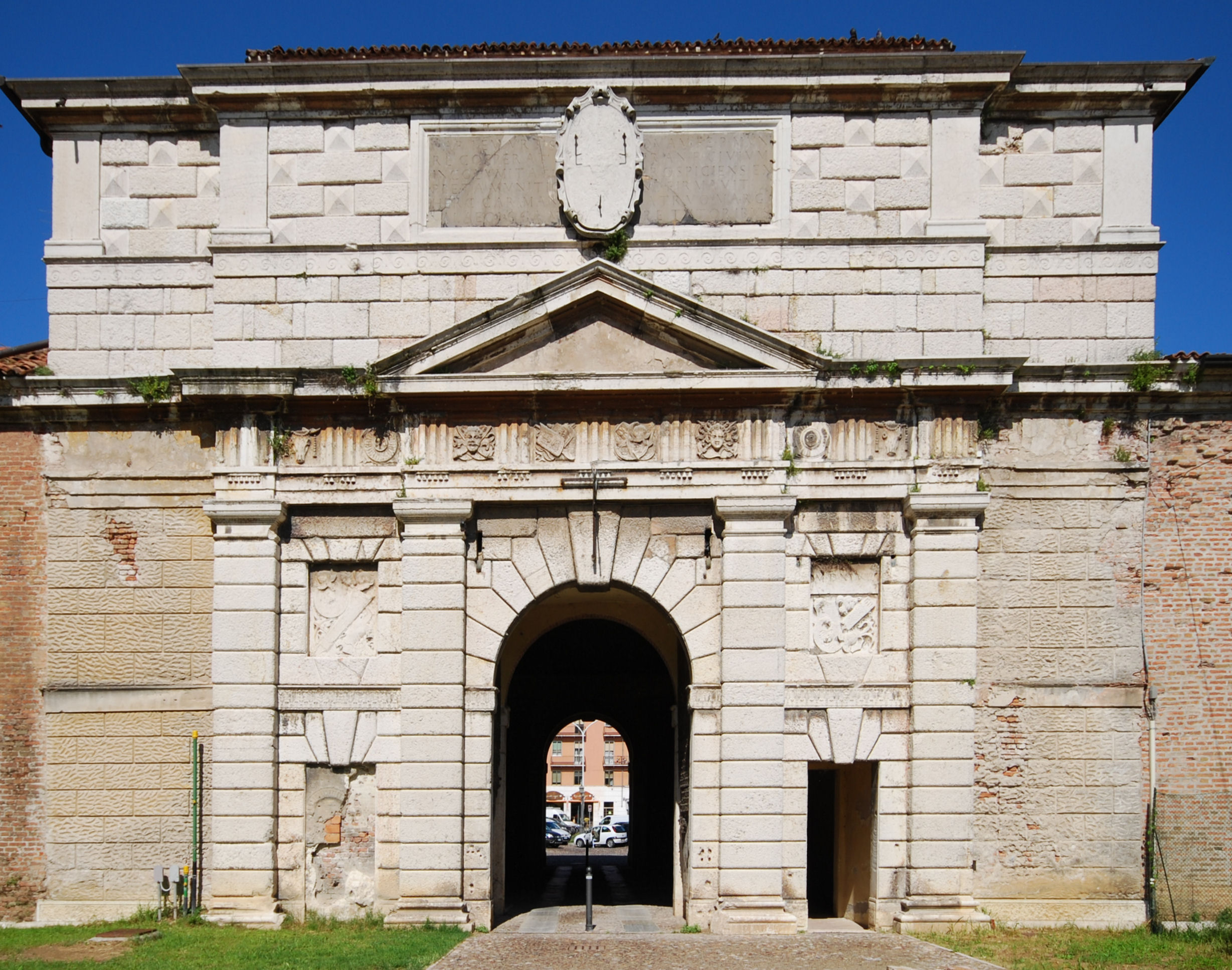
Porta Giulia